# Alan Warren
Alan Kemp Warren (Praga, 13 dicembre 1935) è un ex velista britannico.
In carriera ha partecipato a due edizioni dei Giochi olimpici in entrambi i casi insieme a David Hunt nella classe tempest vincendo l'argento a Monaco di Baviera 1972 e chiudendo al 14º posto a Montréal 1976.

## Palmarès
- Giochi olimpici

Monaco di Baviera 1972: argento nel tempest.